# وایتوود (داکوتای جنوبی)
وایتوود(به انگلیسی: Whitewood) شهری در ایالت داکوتای جنوبی کشور ایالات متحده آمریکا است که جمعیت آن در سرشماری سال ۲۰۱۰ میلادی، ۹۲۷ نفر بوده‌است.